# Cantó de Carcassona-Nord

Cantó de Carcassona-Nord

El cantó de Carcassona-Nord és un cantó francès del departament de l'Aude, a la regió d'Occitània. Està inclòs al districte de Carcassona i té 2 municipis i el cap cantonal és Carcassona.

## Municipi
- Carcassona (part)
- Puègnautièr